# Indifferenztemperatur
Als Indifferenztemperatur bezeichnet man die Außentemperatur, bei der ein Minimum an Regulationsmechanismen notwendig ist, um die Körpertemperatur stabil zu halten.
Je nach klimatischen Verhältnissen, ethnischer und permanenter Anpassung sowie weiteren Faktoren beträgt die Indifferenztemperatur beim Menschen etwa 27 bis 31 °C. In diesem Temperaturbereich ist die Temperaturempfindung neutral, d. h. erwachsenen Menschen ist bei dieser Temperatur weder kalt noch warm. Bei Säuglingen ist sie höher als beim Erwachsenen: Sie beginnt hier erst bei etwa 32 °C, weshalb in diesem Fall eine Wärmelampe über dem Wickeltisch sinnvoll ist. Eine Erwärmung oder Abkühlung der Haut in diesem Bereich führt daher nur vorübergehend zu Wärme- bzw. Kälteempfindungen, bis sich nach einigen Minuten eine vollständige Adaptation auf die neue Hauttemperatur einstellt, sie also nicht mehr als wärmer oder kälter empfunden wird.
Infolge der notwendigen Muskelarbeit von Kreislauf, Atmung und Verdauung und der dabei entstehenden Wärme wird bei der Indifferenztemperatur allerdings immer noch Wärme vom Körper an die Umgebung abgegeben. 
In Wasser liegt die Indifferenztemperatur wegen der viel höheren Wärmeleitfähigkeit des Wassers bei ca. 34,5 bis 35,5 °C  (bzw. 34 bis 35 °C).
Die Lufttemperatur bei Bestimmung des Grundumsatzes ist auf die Indifferenztemperatur festgelegt.